# 泰佩思琦
泰佩思琦（英語：Tapestry, Inc.），美国跨國奢侈品時裝控股公司，总部位于纽约，是蔻驰纽约、凱特絲蓓紐約和斯图尔特·韦茨曼的母公司，原名蔻驰（Coach），2017年10月31日更名为泰佩思琦。

## 历史

### 蔻驰纽约
蔻驰成立于1941年，为拓展市场，收购了凯特丝蓓和斯图尔特·韦茨曼等品牌。公司更名后股价下跌，因为投资者认为这一更名并不被消费者看好。股价随后回升。

### 凯特丝蓓纽约
美国时装设计师凱特·絲蓓于1993年成立凱特絲蓓紐約，2017年以24亿美元的价格被蔻驰收购。2018年，凯特·丝蓓自杀，公司受挫。

### 斯图尔特·韦茨曼
斯图尔特·韦茨曼是一家成立于20世纪50年代末的奢侈鞋类公司，2015年以5.74亿美元的价格被蔻驰收购以拓宽产品线。

### 泰佩思琦
2017年10月31日，蔻驰正式将其在纽约证券交易所的名称及股票代码由COH更改为TPR。